# Singin' in the Rain
Singin' in the Rain är en amerikansk romantisk musikalfilm från 1952 i regi av Stanley Donen och Gene Kelly. I huvudrollerna ses Kelly, Donald O'Connor och Debbie Reynolds. Filmen hade allmän premiär i USA 11 april 1952 och svensk premiär 29 september 1952.
Singin' in the Rain har i olika sammanhang ansetts som den bästa musikalfilmen någonsin, bland annat av filmkritikern Pauline Kael och den placerade sig även på första plats på listan AFI's Greatest Movie Musicals. Filmen blev 1989 utvald av USA:s kongressbibliotek att som en av 25 filmer bevaras i National Film Registry för sina kulturella, historiska och estetiska kvaliteter. 

## Handling
Filmen utspelar sig 1927, när ljudfilmen slår igenom. Don Lockwood (Gene Kelly) är en stumfilmsstjärna i Hollywood, som mest spelar i romantiska matinéfilmer. Oftast spelar han mot den blonda divan Lina Lamont (Jean Hagen). På väg till en fest i Beverly Hills får han skjuts av Kathy Selden (Debbie Reynolds), som inte är imponerad av honom och tycker Har man sett en film har man sett allihop. På festen träffas de på nytt och det visar sig att Kathy är inhyrd dansös i kvällens show. Kathy försvinner dock spårlöst från festen, men Don kan inte glömma bort henne.
När de håller på att spela in sin nästa film The Dueling Cavalier, kommer det nya order från filmbolagschefen R.F. Simpson (Millard Mitchell). Den första talfilmen Jazzsångaren, som en konkurrerande filmstudio gjort, gör succé, och de måste spela in en talfilm, deras film skall istället heta The Dancing Cavalier. Under inspelningen visar det sig att Kathy jobbar som statist i samma film, och Don och Kathy blir ett par. Problemet med filmen är bara att Lina Lamont pratar med en bräkande New York-accent, som inte går ihop med hennes fagra utseende. Dons partner Cosmo Brown (Donald O'Connor) föreslår att de gör en musikal och att Kathy dubbar Lamonts röst för att rädda filmen och samtidigt göra Selden till stjärna. Men Lamont anar vad som är på gång och försöker stoppa deras planer.

## Rollista i urval
- Gene Kelly – Don Lockwood
- Donald O'Connor – Cosmo Brown
- Debbie Reynolds – Kathy Selden
- Jean Hagen – Lina Lamont
- Millard Mitchell – R.F. Simpson
- Cyd Charisse – Dansare
- Douglas Fowley – Roscoe Dexter
- Rita Moreno – Zelda Zanders
- King Donovan – Rod, chef för publicitetsavdelningen på Monumental Pictures
- Judy Landon – Olga Mara, stumfilmsvamp
- Madge Blake – Dora Bailey, skvallerspaltskolumnist, baserad på Louella Parsons
- Kathleen Freeman – Phoebe Dinsmore, Lina Lamonts talcoach
- Bobby Watson – Lockwoods talcoach under "Moses Supposes"-numret

## Bakgrund

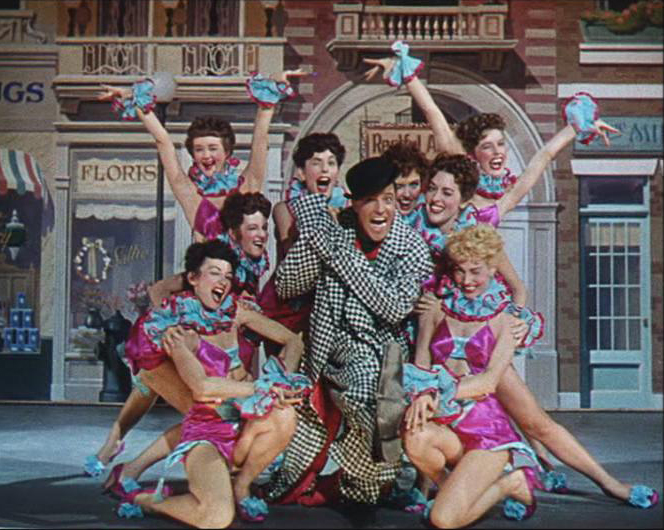
Gene Kelly.

I juni 1950 gav filmens producent Arthur Freed i uppdrag åt Betty Comden och Adolph Green att skriva manus till en film som skulle innehålla sångtexter av Arthur Freed (d.v.s. producenten själv) och musik av kompositören Nacio Herb Brown. Oavsett vilken handling filmen skulle ha var det bestämt att den skulle heta Singin' in the Rain. Namnet kom från en låt från 1929.
Comden och Green svarade med att gå i strejk, de hade uppfattningen att det i deras kontrakt stod att det var de som skulle skriva sångtexterna om musiken inte var skriven av Irving Berlin, Cole Porter eller Rodgers och Hammerstein. Det visade sig att någon sådan paragraf inte fanns.
Arbetet påbörjades, och det första som man gjorde var att lyssna på musiken. Det fanns många välkända låtar, bland andra Broadway Melody, Fit as a Fiddle, Singin' in the Rain och You Are My Lucky Star. Det visade sig att många av låtarna var skrivna mellan 1929 och 1931, det vill säga i slutet av stumfilmsperioden och i början på ljudfilmens intåg. Snart hade man bestämt för sig att filmen skulle utspelas under denna period. Man visste också att det skulle vara med en scen där huvudpersonen sjunger medan det regnar.
När ljudfilmen slog igenom hände det att skådespelare som varit framgångsrika som stumfilmsstjärnor floppade totalt eftersom deras röst inte stämde med deras personlighet. Exempelvis försvann den hyllade stumfilmsstjärnan John Gilbert efter en enda talfilm. Paret bestämde sig för att filmens huvudperson skulle vara en sådan filmstjärna. Tankarna gick direkt till Gene Kelly, som de hade arbetat med i filmen New York dansar. Manuset omarbetades flera gånger, och det slutade med att en kvinna fick personifiera John Gilberts öde. Det blev Lina Lamont, en översittartyp med en röst som kan få mjölk att surna, i filmen spelad av Jean Hagen.
Arthur Freed gav ett manuskript till Gene Kelly och Stanley Donen. Ingen trodde att de skulle tacka ja efter att just ha avslutat inspelningen av En amerikan i Paris, men båda blev mycket entusiastiska.

## Produktion
- Inspelningen började den 18 juni 1951 och avslutades den 21 november 1951. Scenen där Gene Kelly sjunger låten Singin' in the rain och hoppar runt i vattenpölar är antagligen en av de mest kända scenerna från en musikalfilm. Scenen spelades in stumt, senare fick dansarna Carol Haney och Gwen Verdon upprepa dansen i var sin vattenbalja för att frambringa de riktiga ljuden av dansstegen.

- För koreografin stod Gene Kelly och Stanley Donen, för scenografin Cedric Gibbons och Randall Duell, för kostymerna Walter Plunkett och för den musikaliska ledningen Lennie Hayton.

- Filmen kostade 2,5 miljoner dollar att spela in och drog de första åren in 7,7 miljoner dollar.

- Debbie Reynolds spelar Kathy Selden som dubbar den stora stjärnan Lina Lamont (Jean Hagen). I verkligheten var det dock så att Debbie Reynolds själv blev dubbad i vissa sånger, då de gick utanför hennes röstomfång. Det var tal om att hon skulle dubbas i alla sånger, då Stanley Donen inte tyckte om hennes västkustdialekt.  I en scen var det faktiskt så att det var omvända roller - Jean Hagen fick dubba Debbie Reynolds när Kathy Selden skall dubba Lina Lamont!

- Under inspelningen av musiknumret "Singin' in the Rain" hade Gene Kelly 39,4 graders feber.

## Musik i filmen

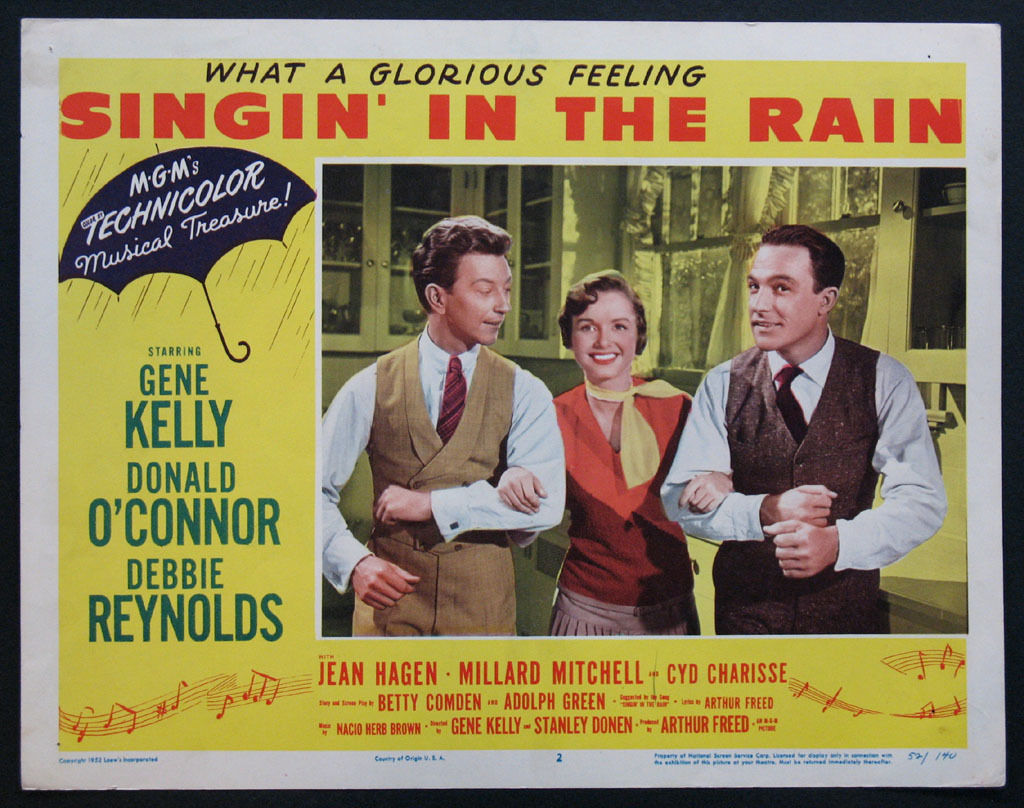
Donald O'Connor, Debbie Reynolds och Gene Kelly på lobbykort.

| Sånger i Singin' in the Rain         | Tidigare filmer låten varit med i                          |
| ------------------------------------ | ---------------------------------------------------------- |
| Singin' in the Rain                  | Hollywood Revue of 1929 (1929)                             |
| Fit As a Fiddle (And Ready For Love) | Skriven för Singin' in the Rain (1952)                     |
| All I Do is Dream of You             | Sadie McKee (1934)                                         |
| Make 'Em Laugh                       | Lik Be a Clown från Piraten (1948)                         |
| I've Got a Feeling You're Fooling    | Broadways melodi 1936 (1935)                               |
| Beautiful Girl                       | Going Hollywood (1933)                                     |
| You Were Meant for Me                | The Broadway Melody (1929); Hollywood Revue of 1929 (1929) |
| Moses Supposes                       | Skriven för Singin' in the Rain (1952)                     |
| Good Morning                         | Vi på Broadway (1939)                                      |
| Would You?                           | San Francisco (1936)                                       |
| Broadway Rhythm                      | Broadways melodi 1936 (1935); Vi på Broadway (1939)        |
| You Are My Lucky Star                | Broadways melodi 1936 (1935); Vi på Broadway (1939)        |

## Mottagande
Den smalhöftade, virtuost akrobatiska ungdomen Donald O'Connor, excellerande i några dråpliga knockabout-nummer bidrar väl också att framhäva årens spår hos Kelly. Men man ska ju inte vara grinig. Singin' in the rain är en glad och delvis festlig showfilm med många bra dansscener och den gamla härliga titelmelodien som främsta musikmotiv, en av de bästa som gjorts de senaste 25 åren. Lilla Debbie Reynolds steppar säkert och är så nätt en ung dam kan bli i de figurförödande kläder vi alla bar en gång i slutet av 20-talet. /.../
Signaturen Lill, Svenska Dagbladet, 29 september 1952.
/.../ Stanley Donens och Gene Kellys SINGIN' IN THE RAIN tillkom som en av höjdpunkterna i en glittrande rad av sång- och dansfilmer från Metro-Goldwyn-Mayer i Hollywood. Den gjordes 1952 och var ett av MGM:s försök att vända de sjunkande publiksiffrorna på biograferna. /.../ Ironiskt nog blev SINGIN' IN THE RAIN en av de allra största succéerna. Ironiskt eftersom den tar avstamp i en annan av filmindustrins stora kriser, introduktionen av ljudfilmen. /.../
Filmen vimlar av klassiska sång- och dansnummer, som inte blivit klassiska bara i kraft av sin kvalitet, utan också kommit att representera Hollywoods förljugna och idylliserande sidor. Det är ingen tillfällighet att Stanley Kubrick i sin 70-talsklassiker CLOCKWORK ORANGE låter det brutala ungdomsgänget vissla titelmelodin när de går till sitt känslokalla verk. /.../
Eva af Geijerstam, Dagens Nyheter, 31 mars 1979.